# 秩序と正義
秩序と正義（リトアニア語: Partija „Tvarka ir teisingumas“、略称: TTまたはPTT）は、リトアニアの保守政党。設立は2002年。旧称自由民主党（Liberalų demokratų partija、略称: LDP）。党首はレミギユス・ジェマイタイティス。党のテーマカラーは黄と青。

## 党の歴史と綱領
秩序と正義の前身である自由民主党は、2002年にロランダス・パクサスらによって設立された。パクサスは自身の経験を生かして、腐敗が続き非効率的になっていたそれまでの既存政党に対抗するために新党を設立したといわれる。新党は既存政党を強く批判することを基本としており、政治に不満を持っていた人々からの共感を得た。1991年に政党規制がなくなって以来、リトアニアでは様々な政治思想にもとづく政党が数多く設立されていたため、こうした新しい形の党が発足するのは考えにくいことであった。一方で、ただ批判を繰り返すだけで具体的政策や政治思想に欠けるともいわれる。
こうした具体的政策の欠如という弱点は、新たに設立された他の政党からすぐ非難されることになる。また、程度の差はあったものの、既存政党の多くや行政側も自由民主党がポピュリズム的で、ナチズムやナショナリズムに通じるものだとする批判を展開した。これはパクサスが2003年に大統領選挙に勝利してからよりいっそう強くなった。多くの公務員は大統領の指示には従わない態度を示すようになったが、パクサスの支援者らはこうしたことは違法行為に該当するものと考えた。自由民主党は、「党がこのような状況から清き政治に反する既存の制限や汚職を続ける支配層などに立ち向かう政党として面目を施すようになった」と主張する。しかしこうした中、パクサスは大統領を弾劾されることとなった。
2006年5月13日の党大会で、党は存続の危機に瀕していることを認めるとともに、国民が汚職や権力の乱用に立ち向かう必要があるとして、党名を秩序と正義に改めた。改名の公式的な理由は、他の4政党が自由民主党と同様に「自由」という単語を用いており混乱をきたすから、というものであったが、一部の党員は、党が設立時以上に保守的になったことを反映したものである、と述べている。
2012年5月、10月の国会議員選挙に先立ち、リトアニア社会民主党および労働党と連立協定を結んだ。10月の選挙後は連立政権に加わった。
2013年、労働党との合併が協議されたが、その後破談となった。
2015年2月17日、ヴァレンティナス・マズロニス元党首が、秩序と正義を離党した。なお、この年の初めには息子のアンドリュス・マズロニスも秩序と正義を離党していた。秩序と正義を離党したヴァレンティナスは労働党に、アンドリュスは自由運動にそれぞれ入党した。
2018年9月29日、党の設立者であり長年党首を務めたロランダス・パクサス元大統領が、秩序と正義を離党した。
2020年6月、レミギユス・ジェマイタイティス党首は、秩序と正義を解党して新党「自由と公正」を結成することで、元ヴィルニュス市長のアルトゥーラス・ズオカスリトアニア自由連合党首およびアルトゥーラス・パウラウスカス元国会議長と合意した。自由と公正ではジェマイタイティスが党首を、ズオカスおよびパウラウスカスが副党首を務める。

## 党首
自由民主党
- 2002年 - 2003年：ロランダス・パクサス
- 2003年 - 2004年：ヴァレンティナス・マズロニス - パクサスが大統領を務めていた時期
- 2004年 - 2006年：ロランダス・パクサス

秩序と正義
- 2006年 - 2016年：ロランダス・パクサス
- 2016年 - 2020年：レミギユス・ジェマイタイティス（リトアニア語版）

## 選挙結果

### 大統領選挙
2002年-2003年大統領選挙
パクサス党首が立候補。第1回投票では得票率 19.66 % で第2位。アダムクス候補との決選投票では、得票率 54.9 % で逆転当選を果たした。

### 国会議員選挙
2004年議会選挙
国会全141議席中11議席を獲得（政党連合「秩序と正義のために」（Už tvarką ir teisingumą）として）。
2008年議会選挙
国会全141議席中15議席を獲得（得票率 12.69 %）。
2012年議会選挙
国会全141議席中11議席を獲得（得票率 7.31%）。
2016年議会選挙
国会全141議席中8議席を獲得（比例での得票率は 5.55%）。

### 地方選挙
2007年地方選挙
パクサスの弾劾の影響が懸念されていたものの、ヴィルニュス市議会全議席の3分の1を獲得し、ヴィルニュス市長に党所属のユオザス・インブラサスが選出されるなど善戦。全国計1,550ある議席のうち181議席を獲得した。
2011年地方選挙
1526議席中155議席を獲得した。

### 欧州議会選挙
2004年欧州議会選挙
リトアニアの割当13議席のうち、1議席を獲得した。 
2009年欧州議会選挙
リトアニアの割当12議席のうち、2議席を獲得した。
2014年欧州議会選挙
リトアニアの割当11議席のうち、1議席を獲得した。
2019年欧州議会選挙
リトアニアの割当11議席のうち、議席を獲得することはできなかった。 